# 14054 Dušek
14054 Dušek là một tiểu hành tinh vành đai chính với chu kỳ quỹ đạo là 1374.4613925 ngày (3.76 năm).
Nó được phát hiện ngày 12 tháng 1 năm 1996.